# Baobab Chapmana

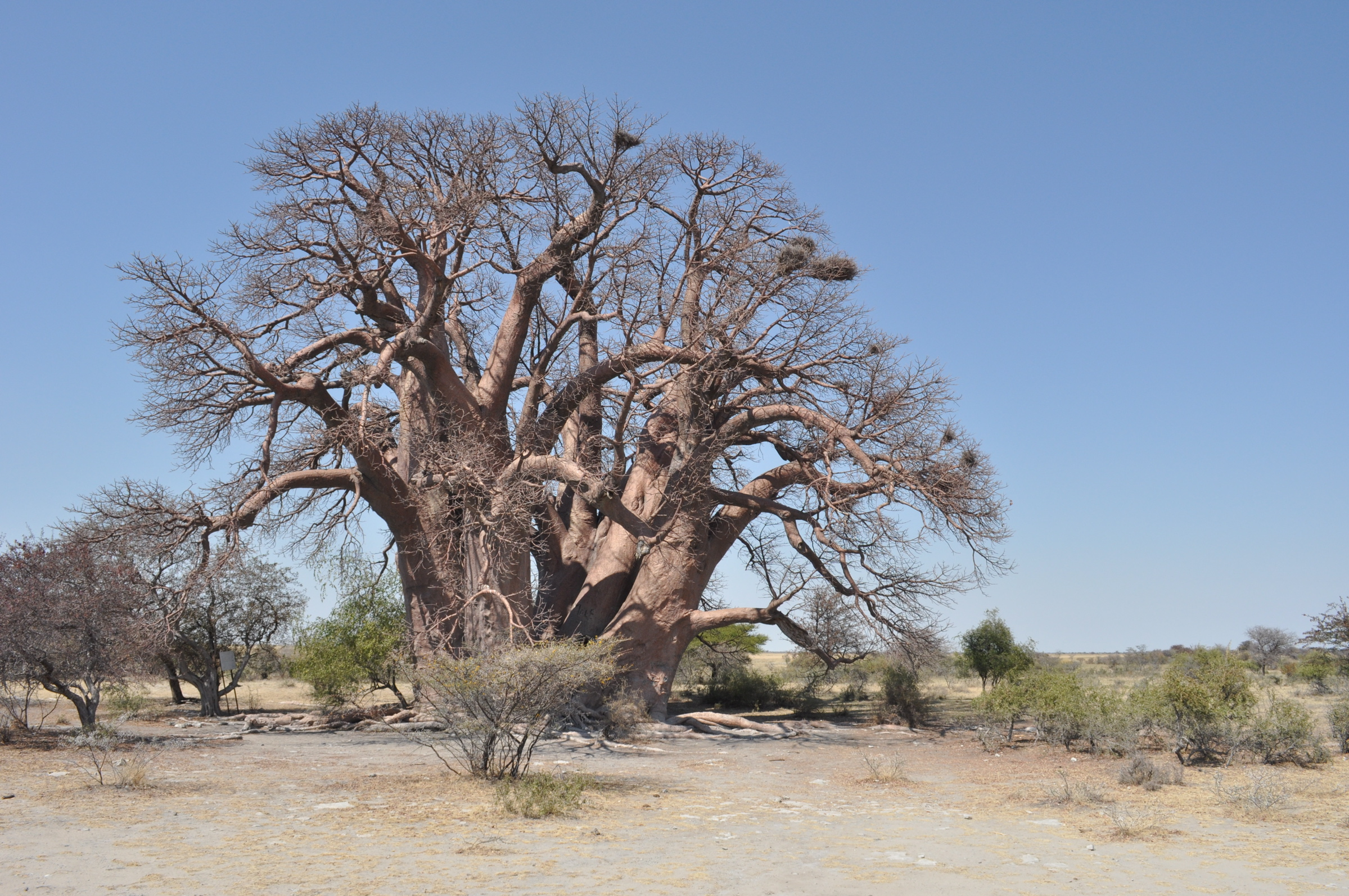
Baobab Champana w 2010 r.

Baobab Chapmana – okaz baobabu rosnący dawniej w środkowej Botswanie, jedno z trzech największych drzew w Afryce, złożone z sześciu częściowo zrośniętych pni mających odpowiednio 1400, 800–1000 i 500–600 lat. 7 stycznia 2016 r. drzewo runęło na ziemię z nieznanych przyczyn.
Drzewo zostało nazwane nazwiskiem południowoafrykańskiego podróżnika i myśliwego Jamesa Chapmana, który przebywał w jego okolicy w 1852 roku i jako pierwszy udokumentował jego istnienie. Prawdopodobnie obozowali przy nim także David Livingstone i Frederick Selous. Baobab Chapmana był punktem orientacyjnym i służył okresowo za punkt pocztowy, gdyż w jego pustym pniu ludzie zostawiali listy. Zostało wpisane na narodową listę zabytków Botswany.
Po upadku drzewa botswańskie władze wysłały ekspedycję celem zbadania przyczyny tego zdarzenia.